# Abrial A-2 Vautour
Dimensions
L'Abrial A-2 Vautour est un prototype de planeur monoplace mis au point par Georges Abrial, monoplan à aile haute en bois qui vole en 1925.